# Śmielin
Śmielin – wieś w Polsce położona w województwie kujawsko-pomorskim, w powiecie nakielskim, w gminie Sadki.

## Podział administracyjny
W latach 1954–1957 wieś należała i była siedzibą władz gromady Śmielin, po jej zniesieniu w gromadzie Sadki. W latach 1975–1998 miejscowość administracyjnie należała do województwa bydgoskiego.

## Demografia i położenie
Śmielin, według Narodowego Spisu Powszechnego (III 2011 r.), liczył 650 mieszkańców i jest wsią złożoną z kilku odrębnych, oddalonych od siebie części. Dużą zaletą lokalizacji wsi jest przebiegająca przez nią droga krajowa nr 10 Szczecin – Warszawa.

## Właściciele
Najstarsza wzmianka o wsi pochodzi z 1443 roku. Na przestrzeni wieków właścicielami wsi byli: Krotoscy, Tłukowscy, Broniewscy, Zalescy, Burgrabowie Nakielscy, Ostrowscy, a od 1771 roku rodzina Bnińskich. Z dawnego folwarku pozostał jeszcze budynek dworski rządcówka. Nie zachował się do naszych czasów okalający go park.

## Współczesność
Nie jest to miejscowość typowo rolnicza, gdyż większość mieszkańców utrzymuje się z pracy poza sektorem rolniczym. W sołectwie istnieje prężnie działające Koło Gospodyń Wiejskich.

## Religia
W Śmielinie znajduje się kościół katolicki pw. Błogosławionego Czesława. W 2010 roku do kościoła uroczyście wniesiono relikwiarz ze szczątkami bł. Czesława. Do parafii w Śmielinie, erygowanej 20 lipca 1975 r., należą wsie: Łodzia, Anieliny i Śmielin.